# پارک تاریخی آیوتایا
پارک تاریخی آیوتایا خرابه‌های شهر قدیمی آیوتایا در تایلند است که توسط رامات هیبودی تأسیس شد.در سال ۱۹۶۹ بازسازی شد و در سال ۱۹۹۱ در فهرست میراث جهانی یونسکو به ثبت رسید.

## نگارخانه

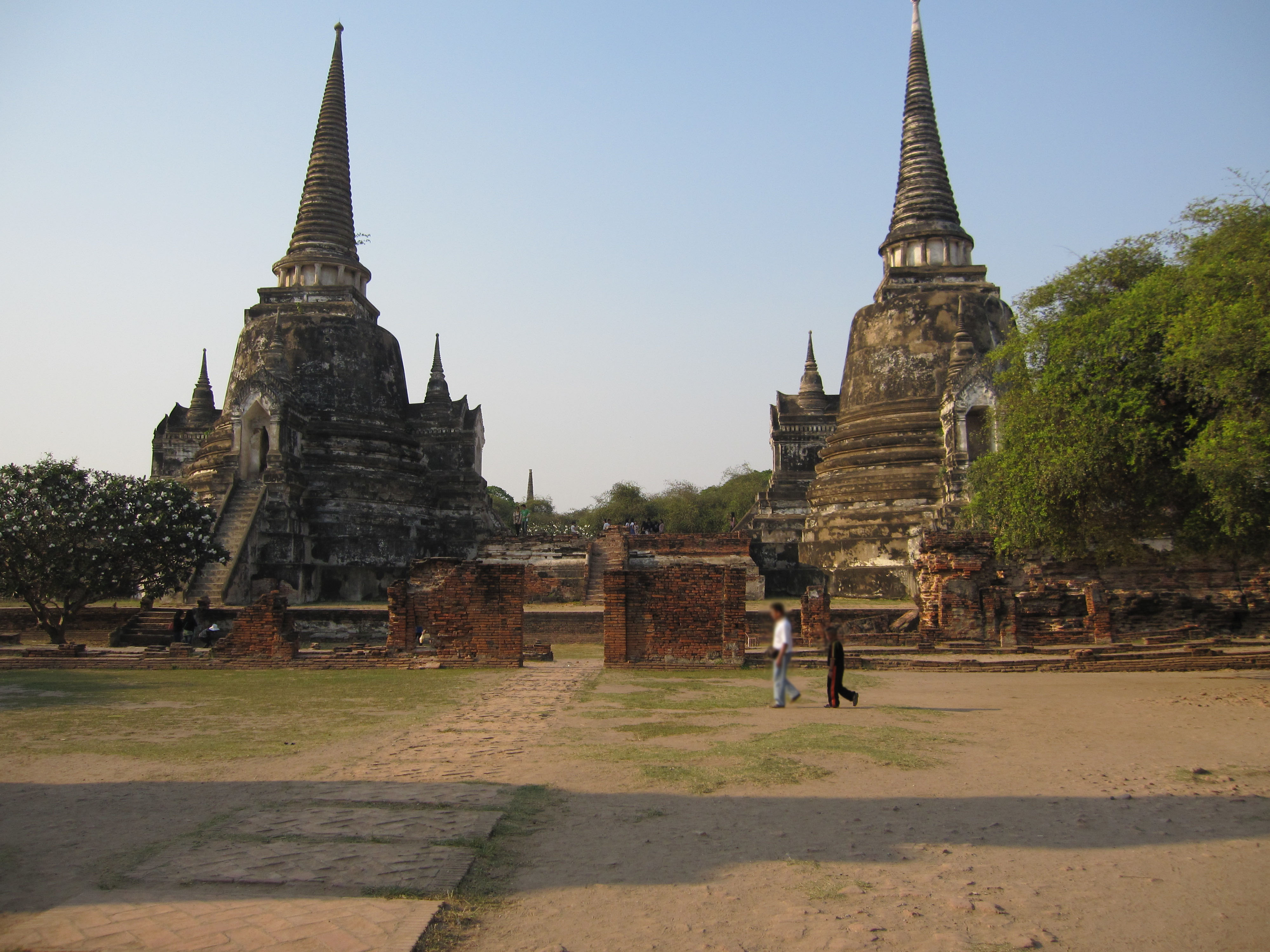
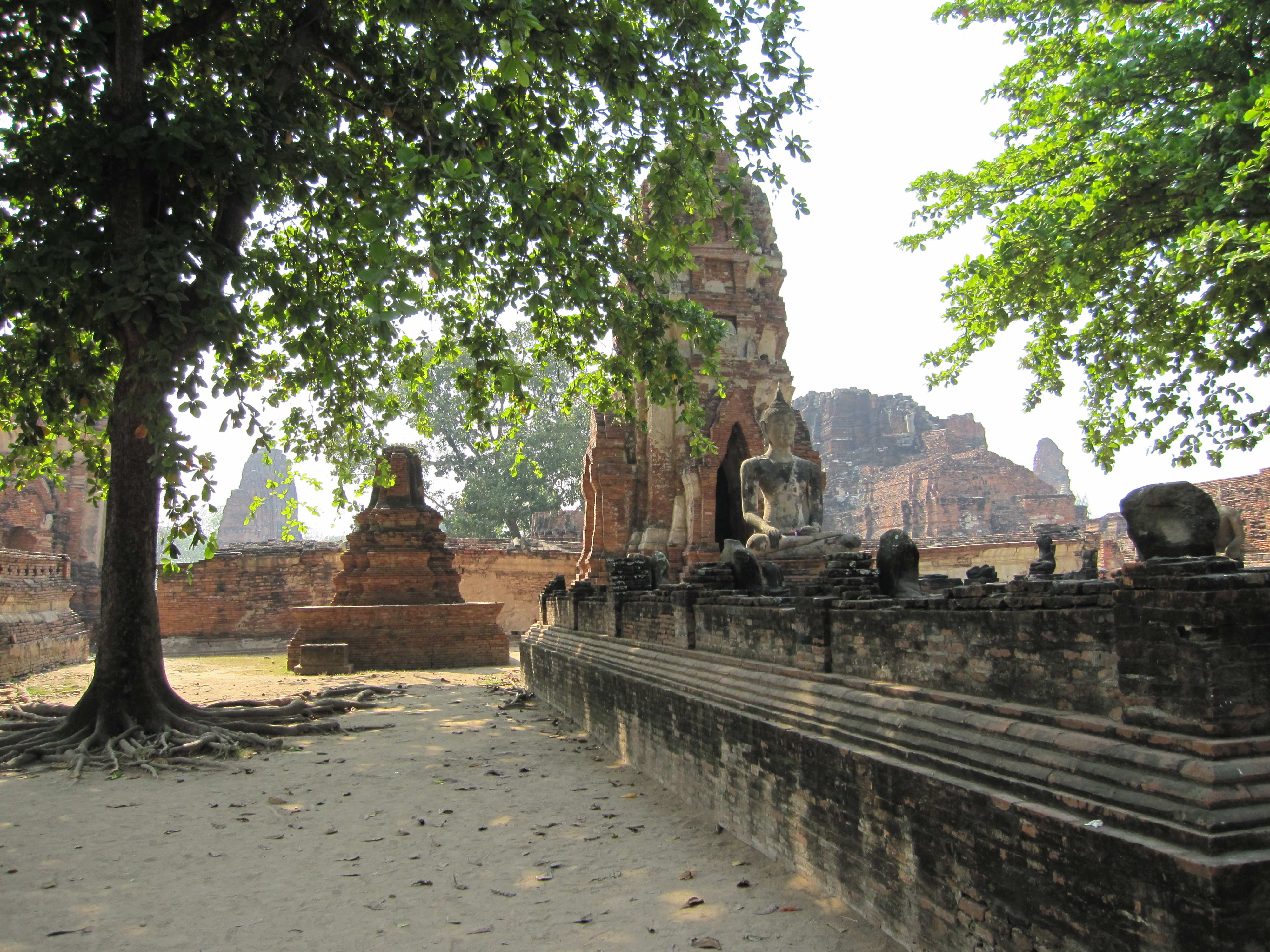
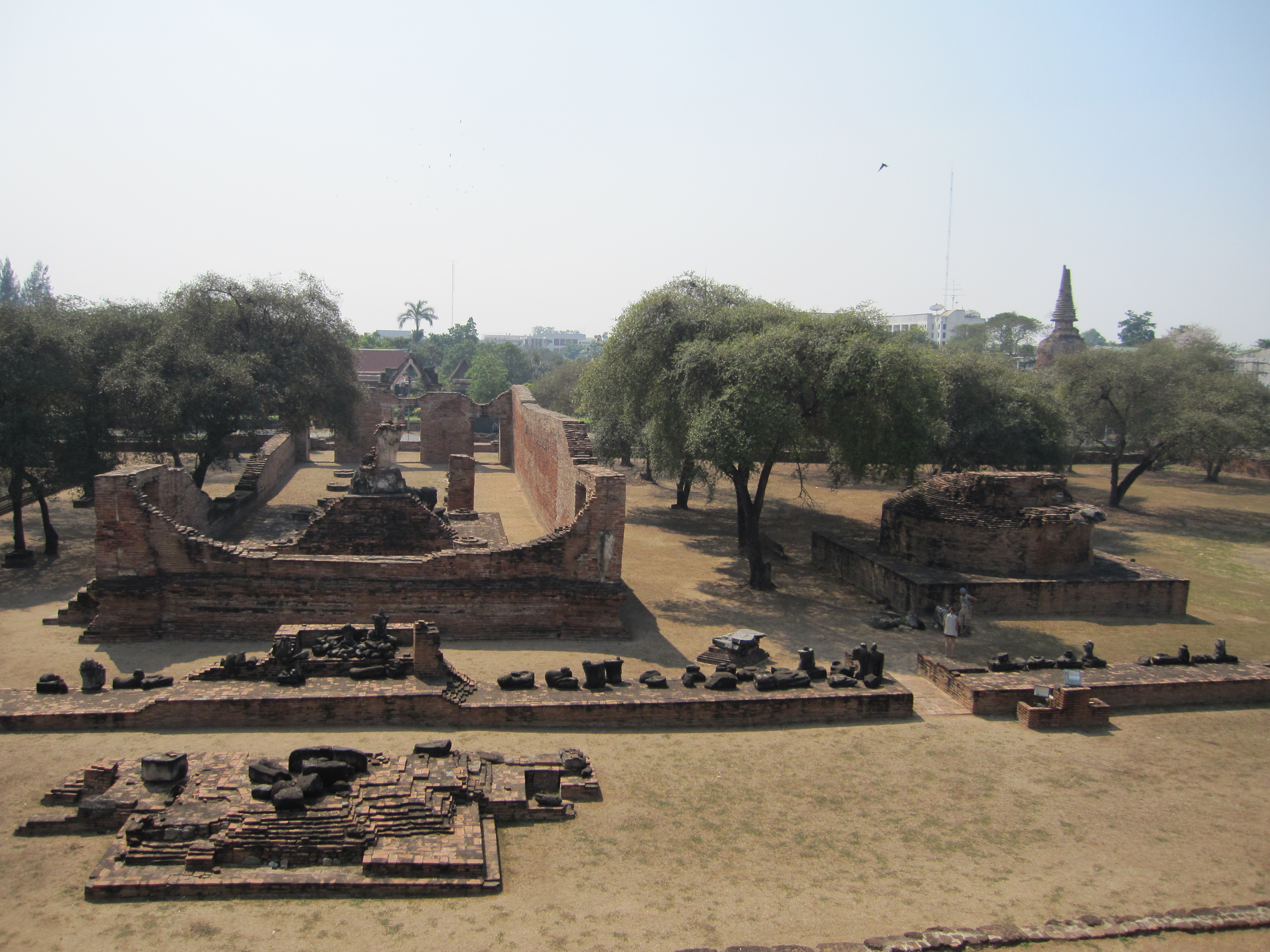
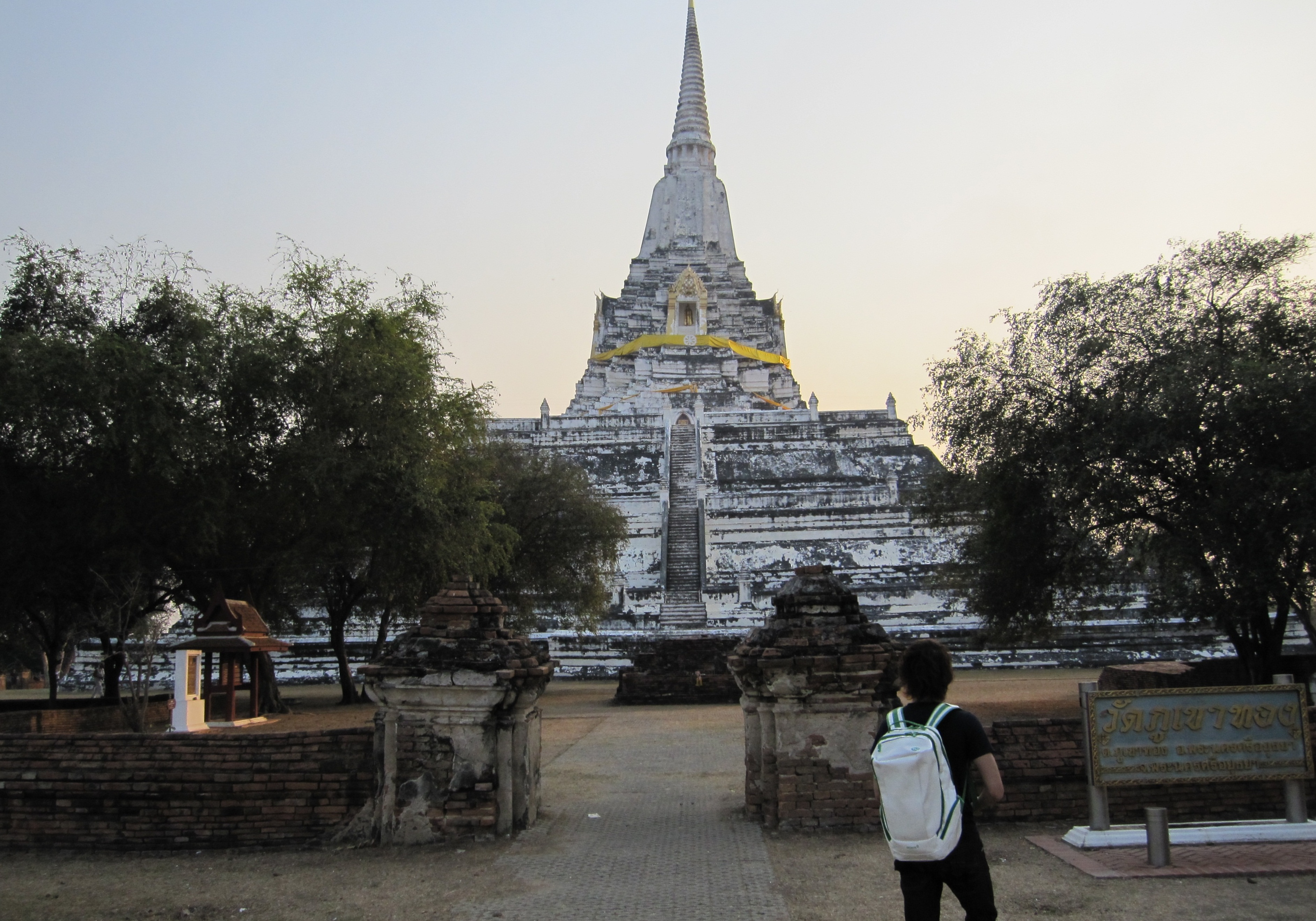
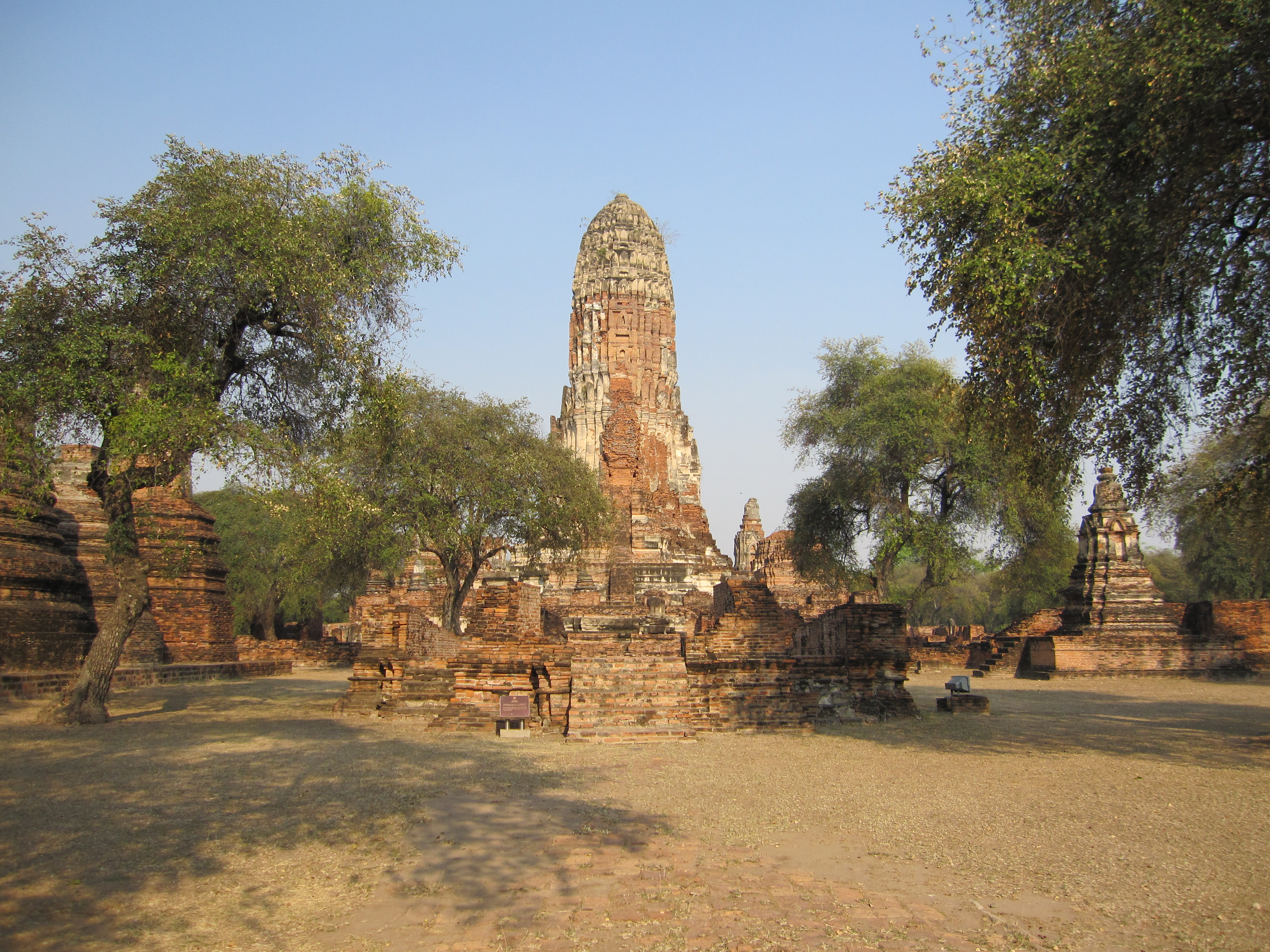